# Campionati europei di sollevamento pesi 2025 - 76 kg femminile
Le gare di sollevamento pesi della categoria fino a 76 kg femminile — pesi mediomassimi — dei campionati europei del 2025 si sono svolte il 18 aprile 2025 a Chișinău presso la Chișinău Arena.

## Programma
L'orario indicato corrisponde a quello moldavo (UTC+03:00)
| Data           | Orario | Evento   |
| -------------- | ------ | -------- |
| 18 aprile 2025 | 13:00  | Gruppo B |
| 18 aprile 2025 | 19:00  | Gruppo A |

## Medagliate
Per ciascun esercizio, le prime tre classificate sono le seguenti:
| Esercizio | Oro              | Oro    | Argento            | Argento | Bronzo         | Bronzo |
| --------- | ---------------- | ------ | ------------------ | ------- | -------------- | ------ |
| Strappo   | Marija Kireva    | 106 kg | Iryna Dombrovska   | 105 kg  | Isabella Brown | 100 kg |
| Slancio   | Genna Toko Kegne | 133 kg | Milena Khachatryan | 131 kg  | Anna Amroyan   | 131 kg |
| Totale    | Genna Toko Kegne | 233 kg | Anna Amroyan       | 231 kg  | Celia Gold     | 230 kg |

## Record
Prima di questa competizione, i record mondiali ed europei esistenti erano i seguenti:
| Record mondiale | Strappo | Rim Jong-sim     | 124 kg | Pattaya, Thailandia | 24 settembre 2019 |
| Record mondiale | Slancio | Zhang Wangli     | 156 kg | Fuzhou, Cina        | 26 febbraio 2019  |
| Record mondiale | Totale  | Rim Jong-sim     | 278 kg | Ningbo, Cina        | 26 aprile 2019    |
| Record europeo  | Strappo | Europeo standard | 122 kg | —                   | 1º novembre 2018  |
| Record europeo  | Slancio | Europeo standard | 151 kg | —                   | 1º novembre 2018  |
| Record europeo  | Totale  | Europeo standard | 272 kg | —                   | 1º novembre 2018  |

## Risultati
| Pos. | Atleta                      | Gr. | Peso atleta | Strappo (kg) | Strappo (kg) | Strappo (kg) | Strappo (kg) | Slancio (kg) | Slancio (kg) | Slancio (kg) | Slancio (kg) | Totale |
| Pos. | Atleta                      | Gr. | Peso atleta | 1            | 2            | 3            | Pos.         | 1            | 2            | 3            | Pos.         | Totale |
| ---- | --------------------------- | --- | ----------- | ------------ | ------------ | ------------ | ------------ | ------------ | ------------ | ------------ | ------------ | ------ |
|      | Genna Toko Kegne (ITA)      | A   | 75.50       | 100          | 104          | 104          | 4            | 125          | 130          | 133          |              | 233    |
|      | Anna Amroyan (ARM)          | A   | 75.55       | 95           | 95           | 100          | 6            | 126          | 131          | 131          |              | 231    |
|      | Celia Gold (ISR)            | A   | 74.55       | 96           | 99           | 100          | 7            | 127          | 130          | 132          | 4            | 230    |
| 4    | Iryna Dombrovska (UKR)      | A   | 75.75       | 100          | 103          | 105          |              | 120          | 124          | 127          | 5            | 229    |
| 5    | Marija Kireva (BUL)         | A   | 76.00       | 100          | 104          | 106          |              | 117          | 120          | 122          | 9            | 226    |
| 6    | Milena Khachatryan (ARM)    | A   | 76.00       | 95           | 100          | 100          | 12           | 121          | 128          | 131          |              | 226    |
| 7    | Isabella Brown (GBR)        | B   | 75.85       | 97           | 100          | 103          |              | 117          | 120          | 123          | 7            | 223    |
| 8    | Alexandrina Ciubotaru (MDA) | A   | 75.75       | 99           | 102          | 102          | 8            | 120          | 124          | 127          | 6            | 223    |
| 9    | Monika Marach (POL)         | A   | 72.75       | 100          | 103          | 104          | 5            | 117          | 118          | —            | 12           | 218    |
| 10   | Medine Balaban (TUR)        | A   | 74.10       | 95           | 99           | 101          | 9            | 119          | 124          | 125          | 10           | 218    |
| 11   | Nikki Löwik (NED)           | A   | 75.85       | 98           | 101          | 101          | 10           | 120          | 124          | 124          | 8            | 218    |
| 12   | Nicole Rubanovich (ISR)     | B   | 75.85       | 94           | 97           | 100          | 11           | 113          | 117          | 120          | 13           | 214    |
| 13   | Gudny Stefánsdóttir (ISL)   | A   | 71.20       | 94           | 101          | 101          | 14           | 118          | 122          | 125          | 11           | 212    |
| 14   | Laura Vest Tolstrup (DEN)   | B   | 74.15       | 90           | 94           | 94           | 13           | 116          | 121          | 121          | 14           | 210    |
| 15   | Laura Horvath (HUN)         | B   | 76.00       | 87           | 90           | 92           | 15           | 111          | 114          | 118          | 16           | 206    |
| 16   | Minni Hormavirta (FIN)      | B   | 75.75       | 90           | 90           | 92           | 17           | 112          | 115          | 120          | 15           | 205    |
| 17   | Simona Jeřábková (CZE)      | B   | 74.40       | 85           | 89           | 91           | 16           | 105          | 109          | 113          | 17           | 204    |
| 18   | Ida Åkerlund (SWE)          | B   | 73.85       | 84           | 87           | 89           | 22           | 108          | 111          | 112          | 18           | 199    |
| 19   | Iris Irene Dossche (BEL)    | B   | 75.25       | 85           | 88           | 89           | 19           | 105          | 108          | 109          | 20           | 198    |
| 20   | Nelli Nurmi (FIN)           | B   | 72.75       | 82           | 86           | 88           | 21           | 103          | 107          | 109          | 19           | 197    |
| 21   | Morgane Thyssen (BEL)       | B   | 74.90       | 86           | 89           | 91           | 18           | 106          | 109          | 110          | 21           | 195    |
| 22   | Ivona Gavran (CRO)          | B   | 75.00       | 84           | 88           | 91           | 20           | 106          | 106          | 109          | 22           | 194    |
| 23   | Kaitlin Saunders (IRL)      | B   | 73.90       | 79           | 79           | 82           | 23           | 98           | 101          | 104          | 23           | 186    |
| 24   | Adriana Conac (MDA)         | B   | 71.55       | 73           | 76           | 78           | 24           | 95           | 100          | 105          | 24           | 178    |